# Universidad Favaloro
La Universidad Favaloro es una universidad privada seglar argentina radicada en la Ciudad de Buenos Aires. Esta institución fue un proyecto de uno de los cirujanos más reconocidos, René Favaloro y fue fundada en 1992.

## Historia

### Antecedentes
En 1967, el Dr. René G. Favaloro llevó a cabo la primera cirugía exitosa de baipás aortocoronario utilizando la vena safena. El procedimiento se llevó a cabo en la Cleveland Clinic de los Estados Unidos y significó un hito muy importante para la medicina mundial. 
El Dr. Favaloro decidió volver a la Argentina para concretar un proyecto que, como los centros más destacados de los Estados Unidos, se basara en "tres pilares complementarios para la atención integral del paciente y el desarrollo de la medicina: la investigación básica, la asistencia médica y la docencia".
En 1974, mientras el Dr. René G. Favaloro realizaba su práctica médica en el Sanatorio Güemes, fue gestando la idea de formar un equipo de investigación. Así, le encomendó al Dr. Ricardo Pichel, Rector fundador de la Universidad, desarrollar esa área. 
En 1978, la Sociedad de Distribuidores de Diarios Revistas y Afines (SDDRA), otorgó en comodato un oficio, dando la posibilidad de comenzar las actividades de investigación y docencia. Durante varios años, el Dr. Favaloro financió con sus propios recursos la mayor parte de los gastos. 
En 1980 se creó el "Departamento de Docencia e Investigación de la Fundación Favaloro" a cargo del Dr. Pichel.
En 1983 se publican los primeros trabajos de investigación científicas en revistas con referato internacional.

### De 1992 a la actualidad
En 1992 el Ministerio de Educación autorizó a la institución a funcionar con el nombre "Instituto Universitario de Ciencias Biomédicas" (IUCB) que era antes el "Departamento de Docencia e investigación".
En 1993, el IUCB dictó la Carrera de Medicina y carreras en el nivel de Posgrado por primera vez.
En 1998 con la creación de las carreras de Ingeniería se amplió la oferta académica a otros campos del conocimiento y, por lo tanto, el Ministerio de Cultura y Educación aprobó que la institución pase a llamarse Universidad Favaloro.
La Comisión Nacional de Evaluación y Acreditación Universitaria (CONEAU), de conformidad con los resultados de las evaluaciones externas, le recomendó al Ministerio de Educación, Ciencia y Tecnología, por Resolución N.° 299/03, conceder el reconocimiento definitivo de la Universidad Favaloro en los términos del artículo 65 de la Ley de Educación Superior. Por tal razón, el presidente de la nación Néstor Kirchner suscribió el Decreto N.° 963/03 del 23 de octubre de 2003, que otorga dicho reconocimiento.

## Composición

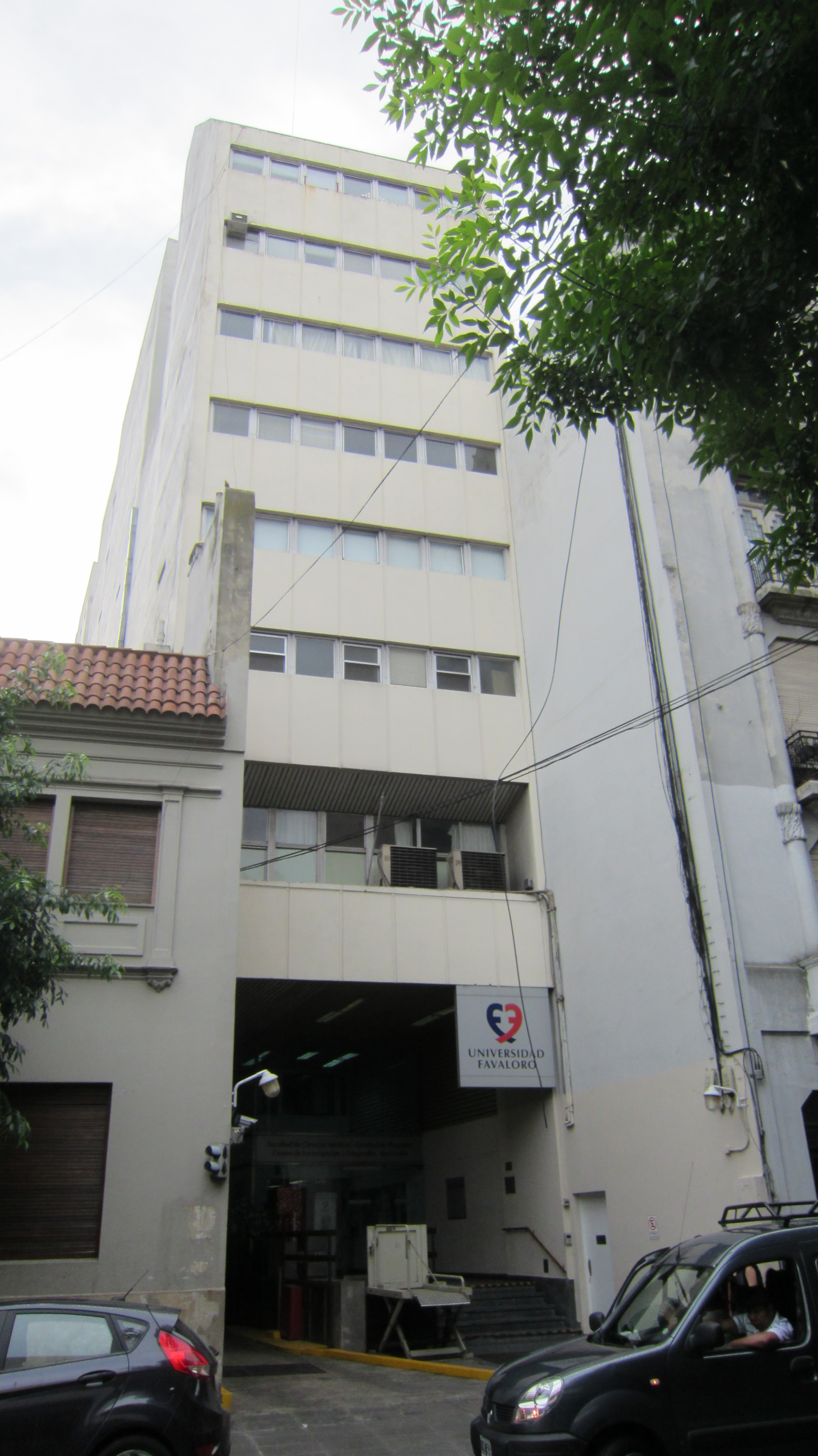
Universidad Favaloro, Edificio Solís 453, sede del Rectorado.

### Facultades
- Facultad de Ingeniería y Ciencias Exactas y Naturales
- Facultad de Ciencias Médicas
- Facultad de Ciencias Humanas y de la Conducta

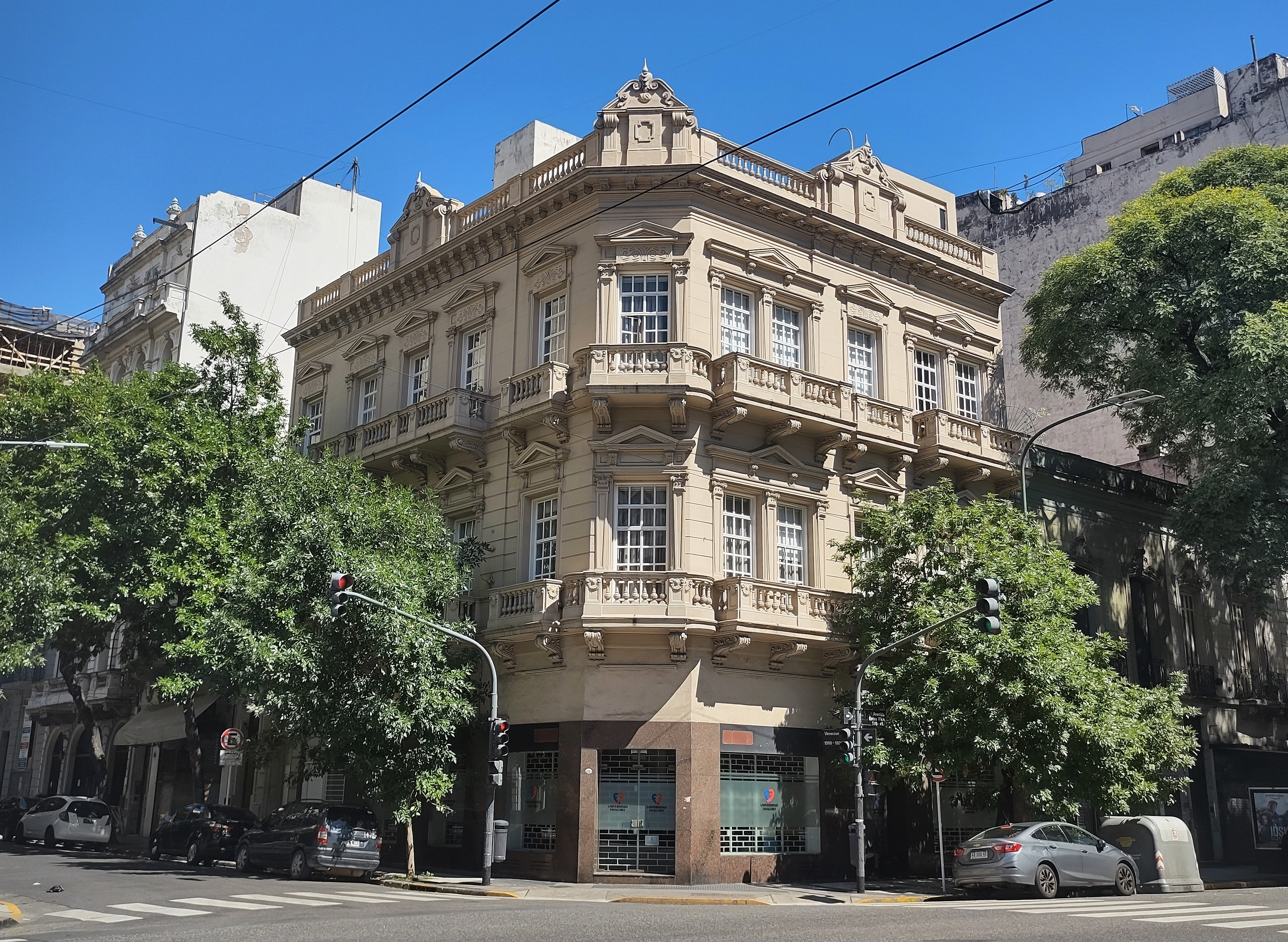
Departamento de Informes y Admisiones, Av. Entre Ríos 495

### Carreras
En la Universidad Favaloro se dictan 12 carreras de grado:
- Medicina
- Licenciatura en Kinesiología y Fisiatría
- Licenciatura en Nutrición
- Enfermería
- Licenciatura en Producción de Bioimágenes
- Licenciatura en Instrumentación Quirúrgica
- Licenciatura en Instrumentación Quirúrgica – Ciclo de Complementación Curricular
- Licenciatura en Psicología
- Licenciatura en Psicopedagogía
- Ingeniería Biomédica
- Ingeniería en Física Médica
- Licenciatura en Ciencias Biológicas

### Red Hospitalaria
La Universidad Favaloro mantiene acuerdos con la Fundación Favaloro para formar a sus estudiantes en los siguientes hospitales:
- HUFF – Hospital Universitario de la Fundación Favaloro
- CVFF – Centro de Vida de la Fundación Favaloro
- INCFF – Instituto de Neurociencias de la Fundación Favaloro